# The Clone Wars: Le vie della Forza
The Clone Wars: Le vie della Forza (The Clone Wars: No prisoners), scritto da Karen Traviss, è un romanzo di fantascienza ambientato nell'universo di Guerre stellari durante le guerre dei cloni, pubblicato per la prima volta il 19 maggio 2009.
È il terzo romanzo ispirato alla serie televisiva Star Wars: The Clone Wars. Appartiene all'Universo espanso.

## Trama
Ahsoka Tano, il Capitano Rex e sei cloni soldato alle prime armi si imbarcano per un'esercitazione su una nave d'assalto repubblicana. Ma quello che sembrava un tranquillo viaggio di routine si trasformerà presto in una rischiosissima missione di recupero. E le sorprese non sono finite: la padawan di Skywalker, infatti, si troverà di fronte a una nuova filosofia Jedi molto diversa dagli insegnamenti ricevuti al Tempio, che scuoterà alle fondamenta le sue più profonde convinzioni.